# Спомен-чесма у Каштавару
Спомен-чесма у селу Каштавар у околини Лесковца подигнута је у знак сећања на пале борце овог места у НОР-у од 1941. до 1945. године. На брдашцу испод шуме на периферији села, где је раније постојао извор, подигли су је 1957. године Општински одбор СБ и Основна организација СУБНОР села Каштавара.

## Имена палих бораца на плочи
1. Јовић Душан, првоборац, стрељан 7. фебруар 1944. године, од стране Бугара и жандарма у Подримцу и
2. Стојановић Тихомир, Скојевац стрељан фебруара или марта на Бањици 1944. године.